# Заполярни
Заполярни (на руски: Заполярный) е град в Русия, разположен в Печенгски район, Мурманска област. Населението на града към 1 януари 2018 година е 15 037 души.

## Икономика
В града е разположен горно-металургическия комбинат „Печенганикел“, част от концерна „Норилски никел“, както и Колската горно-металлургическа компания.

## Интересни факти
На 10 км западно от града се намира Колският свръхдълбок сондаж, което е най-дълбокият сондажен отвор в света.
В Заполярни е родена Елена Гагарин, дъщерята на Юрий Гагарин.